# 2006-os Formula–1 ausztrál nagydíj
Az ausztrál nagydíj volt a 2006-os Formula–1 világbajnokság harmadik versenye, amelyet 2006. április 2-án rendeztek meg az ausztrál Melbourne Grand Prix Circuiten, Melbourne-ben.

## Pénteki versenyzők
| Versenyző         | Csapat/Motor        |
| ----------------- | ------------------- |
| Alexander Wurz    | Williams-Cosworth   |
| Anthony Davidson  | Honda               |
| Robert Doornbos   | Red Bull-Ferrari    |
| Robert Kubica     | BMW Sauber          |
| Markus Winkelhock | MF1-Toyota          |
| Neel Jani         | Toro Rosso-Cosworth |
| nem volt          | Super Aguri-Honda   |

## Szabadedzések

### Első szabadedzés
Az ausztrál nagydíj első szabadedzését március 31-én, pénteken tartották, közép-európai idő szerint 02:00 és 03:00 óra között. Az első helyet Anthony Davidson szerezte meg, Robert Doornbos és Jacques Villeneuve előtt.
| Helyezés | Név                  | Csapat/Motor        | Elért idő  | Különbség | Futott kör |
| -------- | -------------------- | ------------------- | ---------- | --------- | ---------- |
| 1        | Anthony Davidson     | Honda               | 1:28.259   | –         | 26         |
| 2        | Robert Doornbos      | Red Bull-Ferrari    | 1:28.559   | + 0.300   | 19         |
| 3        | Jacques Villeneuve   | BMW Sauber          | 1:28.595   | + 0.336   | 16         |
| 4        | Kimi Räikkönen       | McLaren-Mercedes    | 1:28.713   | + 0.454   | 5          |
| 5        | Felipe Massa         | Ferrari             | 1:29.025   | + 0.766   | 7          |
| 6        | Michael Schumacher   | Ferrari             | 1:29.041   | + 0.782   | 5          |
| 7        | Ralf Schumacher      | Toyota              | 1:29.411   | + 1.152   | 5          |
| 8        | Alexander Wurz       | Williams-Cosworth   | 1:29.461   | + 1.202   | 18         |
| 9        | Robert Kubica        | BMW Sauber          | 1:29.576   | + 1.317   | 13         |
| 10       | Christian Klien      | Red Bull-Ferrari    | 1:29.601   | + 1.342   | 7          |
| 11       | David Coulthard      | Red Bull-Ferrari    | 1:29.676   | + 1.417   | 9          |
| 12       | Scott Speed          | Toro Rosso-Cosworth | 1:31.017   | + 2.758   | 8          |
| 13       | Christijan Albers    | MF1-Toyota          | 1:31.039   | + 2.780   | 9          |
| 14       | Tiago Monteiro       | MF1-Toyota          | 1:31.812   | + 3.553   | 10         |
| 15       | Szató Takuma         | Super Aguri-Honda   | 1:34.036   | + 5.777   | 9          |
| 16       | Ide Judzsi           | Super Aguri-Honda   | 1:36.684   | + 8.425   | 19         |
| 17       | Markus Winkelhock    | MF1-Toyota          | 1:36.859   | + 8.600   | 17         |
| 18       | Neel Jani            | Toro Rosso-Cosworth | 1:40.818   | + 12.559  | 4          |
| 19       | Fernando Alonso      | Renault             | idő nélkül |           | 2          |
| 20       | Giancarlo Fisichella | Renault             | idő nélkül |           | 2          |
| 21       | Jarno Trulli         | Toyota              | idő nélkül |           | 2          |
| 22       | Juan Pablo Montoya   | McLaren-Mercedes    | idő nélkül |           | 1          |
| 23       | Nick Heidfeld        | BMW Sauber          | idő nélkül |           | 1          |
| 24       | Rubens Barrichello   | Honda               | idő nélkül |           | 1          |
| 25       | Vitantonio Liuzzi    | Toro Rosso-Cosworth | idő nélkül |           |            |
| 26       | Mark Webber          | Williams-Cosworth   | idő nélkül |           |            |
| 27       | Nico Rosberg         | Williams-Cosworth   | idő nélkül |           |            |
| 28       | Jenson Button        | Honda               | idő nélkül |           |            |

### Második szabadedzés
Az ausztrál nagydíj második szabadedzését március 31-én, pénteken tartották, közép-európai idő szerint 05:00 és 06:00 óra között. Az első helyen Anthony Davidson végzett, Alexander Wurzot és Robert Kubicát megelőzve.
| Helyezés | Név                  | Csapat/Motor        | Elért idő | Különbség | Futott kör |
| -------- | -------------------- | ------------------- | --------- | --------- | ---------- |
| 1        | Anthony Davidson     | Honda               | 1:26.822  | –         | 28         |
| 2        | Alexander Wurz       | Williams-Cosworth   | 1:26.832  | + 0.010   | 27         |
| 3        | Robert Kubica        | BMW Sauber          | 1:27.200  | + 0.378   | 25         |
| 4        | Jenson Button        | Honda               | 1:27.213  | + 0.391   | 12         |
| 5        | Fernando Alonso      | Renault             | 1:27.443  | + 0.621   | 14         |
| 6        | Michael Schumacher   | Ferrari             | 1:27.658  | + 0.836   | 16         |
| 7        | Kimi Räikkönen       | McLaren-Mercedes    | 1:27.773  | + 0.951   | 16         |
| 8        | Rubens Barrichello   | Honda               | 1:28.075  | + 1.253   | 20         |
| 9        | Juan Pablo Montoya   | McLaren-Mercedes    | 1:28.200  | + 1.378   | 15         |
| 10       | Felipe Massa         | Ferrari             | 1:28.227  | + 1.405   | 17         |
| 11       | Giancarlo Fisichella | Renault             | 1:28.280  | + 1.458   | 11         |
| 12       | Jacques Villeneuve   | BMW Sauber          | 1:28.440  | + 1.618   | 22         |
| 13       | David Coulthard      | Red Bull-Ferrari    | 1:28.531  | + 1.709   | 18         |
| 14       | Mark Webber          | Williams-Cosworth   | 1:28.860  | + 2.038   | 10         |
| 15       | Nick Heidfeld        | BMW Sauber          | 1:29.053  | + 2.231   | 5          |
| 16       | Jarno Trulli         | Toyota              | 1:29.138  | + 2.316   | 20         |
| 17       | Scott Speed          | Toro Rosso-Cosworth | 1:29.196  | + 2.374   | 18         |
| 18       | Ralf Schumacher      | Toyota              | 1:29.379  | + 2.557   | 16         |
| 19       | Tiago Monteiro       | MF1-Toyota          | 1:29.713  | + 2.891   | 21         |
| 20       | Robert Doornbos      | Red Bull-Ferrari    | 1:29.876  | + 3.054   | 32         |
| 21       | Christian Klien      | Red Bull-Ferrari    | 1:29.879  | + 3.057   | 9          |
| 22       | Nico Rosberg         | Williams-Cosworth   | 1:29.933  | + 3.111   | 11         |
| 23       | Neel Jani            | Toro Rosso-Cosworth | 1:30.686  | + 3.864   | 26         |
| 24       | Vitantonio Liuzzi    | Toro Rosso-Cosworth | 1:30.734  | + 3.912   | 14         |
| 25       | Christijan Albers    | MF1-Toyota          | 1:30.830  | + 4.008   | 18         |
| 26       | Markus Winkelhock    | MF1-Toyota          | 1:31.260  | + 4.438   | 25         |
| 27       | Szató Takuma         | Super Aguri-Honda   | 1:32.556  | + 5.734   | 27         |
| 28       | Ide Judzsi           | Super Aguri-Honda   | 1:34.224  | + 7.402   | 22         |

### Harmadik szabadedzés
Az ausztrál nagydíj harmadik, szombati szabadedzését április 1-jén, közép-európai idő szerint 02:00 és 03:00 óra között tartották, amelyet Nick Heidfeld nyert meg, a második Jacques Villeneuve lett, míg Vitantonio Liuzzi harmadikként végzett.
| Helyezés | Név                  | Csapat/Motor        | Elért idő  | Különbség | Futott kör |
| -------- | -------------------- | ------------------- | ---------- | --------- | ---------- |
| 1        | Nick Heidfeld        | BMW Sauber          | 1:35.335   | –         | 10         |
| 2        | Jacques Villeneuve   | BMW Sauber          | 1:36.281   | + 0.946   | 16         |
| 3        | Vitantonio Liuzzi    | Toro Rosso-Cosworth | 1:36.373   | + 1.038   | 10         |
| 4        | Giancarlo Fisichella | Renault             | 1:36.414   | + 1.079   | 13         |
| 5        | Ralf Schumacher      | Toyota              | 1:36.445   | + 1.110   | 10         |
| 6        | Felipe Massa         | Ferrari             | 1:36.506   | + 1.171   | 11         |
| 7        | Michael Schumacher   | Ferrari             | 1:37.332   | + 1.997   | 10         |
| 8        | Rubens Barrichello   | Honda               | 1:37.481   | + 2.146   | 15         |
| 9        | Jarno Trulli         | Toyota              | 1:37.492   | + 2.157   | 11         |
| 10       | Scott Speed          | Toro Rosso-Cosworth | 1:37.852   | + 2.517   | 11         |
| 11       | Christian Klien      | Red Bull-Ferrari    | 1:37.947   | + 2.612   | 12         |
| 12       | Mark Webber          | Williams-Cosworth   | 1:38.036   | + 2.701   | 7          |
| 13       | Jenson Button        | Honda               | 1:38.505   | + 3.170   | 11         |
| 14       | David Coulthard      | Red Bull-Ferrari    | 1:38.683   | + 3.348   | 15         |
| 15       | Nico Rosberg         | Williams-Cosworth   | 1:39.401   | + 4.066   | 11         |
| 16       | Tiago Monteiro       | MF1-Toyota          | 1:39.515   | + 4.180   | 7          |
| 17       | Fernando Alonso      | Renault             | 1:39.654   | + 4.319   | 11         |
| 18       | Ide Judzsi           | Super Aguri-Honda   | 1:40.261   | + 4.926   | 18         |
| 19       | Szató Takuma         | Super Aguri-Honda   | 1:41.448   | + 6.113   | 5          |
| 20       | Juan Pablo Montoya   | McLaren-Mercedes    | 1:44.350   | + 9.015   | 3          |
| 21       | Kimi Räikkönen       | McLaren-Mercedes    | 1:48.284   | + 12.949  | 3          |
| 22       | Christijan Albers    | MF1-Toyota          | idő nélkül |           | 3          |

## Időmérő edzés
Az ausztrál nagydíj időmérő edzését április 1-jén, közép-európai idő szerint 05:00 és 06:00 óra között tartották, amelyet Jenson Button nyert meg Giancarlo Fisichella és Fernando Alonso előtt. A Honda brit versenyzőjének ez volt élete harmadik pole-pozíciója.
| Helyezés | Versenyző            | Csapat/Motor        | 1. rész  | 2. rész    | 3. rész    |
| -------- | -------------------- | ------------------- | -------- | ---------- | ---------- |
| 1        | Jenson Button        | Honda               | 1:28.081 | 1:26.337   | 1:25.229   |
| 2        | Giancarlo Fisichella | Renault             | 1:27.765 | 1:26.196   | 1:25.635   |
| 3        | Fernando Alonso      | Renault             | 1:28.569 | 1:25.729   | 1:25.778   |
| 4        | Kimi Räikkönen       | McLaren-Mercedes    | 1:27.193 | 1:26.161   | 1:25.822   |
| 5        | Juan Pablo Montoya   | McLaren-Mercedes    | 1:27.079 | 1:25.902   | 1:25.976   |
| 6        | Ralf Schumacher      | Toyota              | 1:28.007 | 1:26.596   | 1:26.612   |
| 7        | Mark Webber          | Williams-Cosworth   | 1:27.669 | 1:26.075   | 1:26.937   |
| 8        | Nick Heidfeld        | BMW Sauber          | 1:27.796 | 1:26.014   | 1:27.579   |
| 9        | Jacques Villeneuve*  | BMW Sauber          | 1:28.460 | 1:26.714   | 1:29.239   |
| 10       | Jarno Trulli         | Toyota              | 1:27.748 | 1:26.327   | idő nélkül |
| 11       | Michael Schumacher   | Ferrari             | 1:28.228 | 1:26.718   |            |
| 12       | David Coulthard      | Red Bull-Ferrari    | 1:28.408 | 1:27.023   |            |
| 13       | Vitantonio Liuzzi    | Toro Rosso-Cosworth | 1:28.999 | 1:27.219   |            |
| 14       | Christian Klien      | Red Bull-Ferrari    | 1:28.757 | 1:27.591   |            |
| 15       | Nico Rosberg         | Williams-Cosworth   | 1:28.351 | 1:29.422   |            |
| 16       | Felipe Massa         | Ferrari             | 1:28.868 | idő nélkül |            |
| 17       | Rubens Barrichello   | Honda               | 1:29.943 |            |            |
| 18       | Christijan Albers    | MF1-Toyota          | 1:30.226 |            |            |
| 19       | Scott Speed          | Toro Rosso-Cosworth | 1:30.426 |            |            |
| 20       | Tiago Monteiro       | MF1-Toyota          | 1:30.709 |            |            |
| 21       | Szató Takuma         | Super Aguri-Honda   | 1:32.279 |            |            |
| 22       | Ide Judzsi           | Super Aguri-Honda   | 1:36.164 |            |            |

* Jacques Villeneuve a pénteki szabadedzések után végrehajtott motorcsere miatt tízhelyes rajtbüntetést kapott.

## Futam

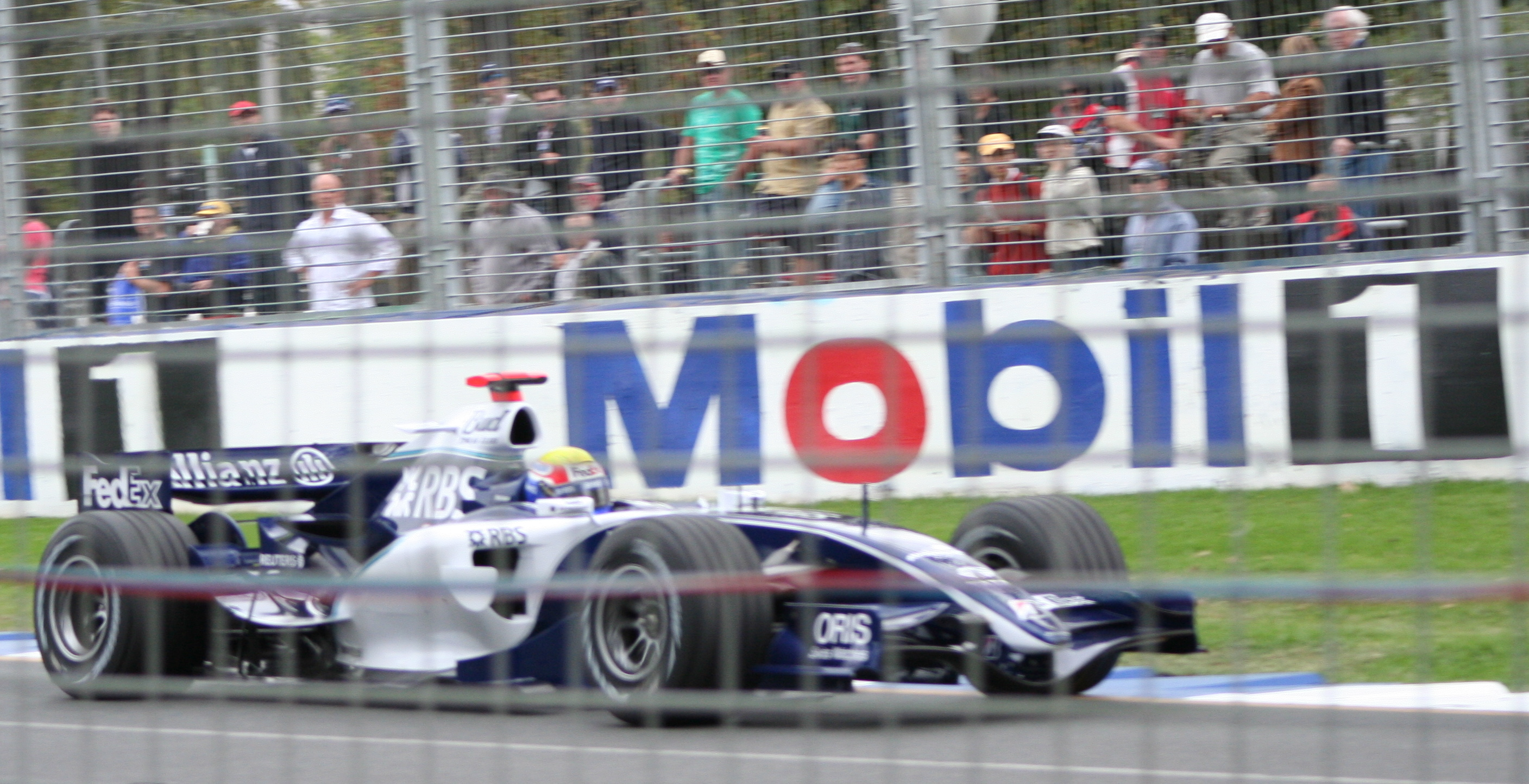
Mark Webber a Williamsszel

A verseny csak a második felvezető kör után indult el, mivel az első rajtnál Giancarlo Fisichella autója lefulladt, így a másodiknál a boxutcából kényszerült nekivágni a versenynek. Jenson Button a rajtnál meg tudta védeni pole-pozíciójából elért első helyét, de nem sokkal később Alonso megelőzte. A versenyen több baleset is történt (Michael Schumacher, Felipe Massa, Jarno Trulli, Christian Klien, Vitantonio Liuzzi), melynek következtében több biztonsági autós szakasz is volt a futamon. Alonso megnyerte a futamot, Räikkönen második, Ralf Schumacher harmadik lett annak ellenére, hogy kapott egy bokszutca-áthajtásos büntetést is. Buttonnak, aki az élmezőny tempóját nem tudta már tartani, az utolsó kanyarban elfüstölt az autója, és a rajt-célvonalon már nem ért át. Ezzel azonban el tudta kerülni, hogy a következő imolai futamon ne kelljen motort cserélnie.
A negyedik Heidfeld, az ötödik Fisichella, a hatodik Villeneuve, a hetedik Barrichello, és a nyolcadik David Coulthard lett, aki Scott Speed időbüntetése miatt lett pontszerző, mivel az amerikai versenyző Coulthardot a sárga zászlós fázisban megelőzte, és így a kilencedik lett.
A leggyorsabb kört Kimi Räikkönen szerezte 1:26,045-ös idővel.
A futam után Alonso tizenhét pontra növelte előnyét Schumacherrel szemben, aki kiesésével a negyedik helyre szorult. Fisichella a második, Räikkönen a harmadik helyet vette át.
| Helyezés | Rajtszám | Versenyző            | Csapat/Motor        | Futott kör | Idő/Kiesés oka | Rajthely | Pont |
| -------- | -------- | -------------------- | ------------------- | ---------- | -------------- | -------- | ---- |
| 1        | 1        | Fernando Alonso      | Renault             | 57         | 1h34:27.870    | 3        | 10   |
| 2        | 3        | Kimi Räikkönen       | McLaren-Mercedes    | 57         | + 1.829        | 4        | 8    |
| 3        | 7        | Ralf Schumacher      | Toyota              | 57         | + 24.824       | 6        | 6    |
| 4        | 16       | Nick Heidfeld        | BMW Sauber          | 57         | + 31.032       | 8        | 5    |
| 5        | 2        | Giancarlo Fisichella | Renault             | 57         | + 38.421       | 2        | 4    |
| 6        | 17       | Jacques Villeneuve   | BMW Sauber          | 57         | + 49.554       | 19       | 3    |
| 7        | 11       | Rubens Barrichello   | Honda               | 57         | + 51.904       | 16       | 2    |
| 8        | 14       | David Coulthard      | Red Bull-Ferrari    | 57         | + 53.983       | 11       | 1    |
| 9        | 21       | Scott Speed*         | Toro Rosso-Cosworth | 57         | + 1:18.817     | 18       |      |
| 10       | 12       | Jenson Button†       | Honda               | 56         | Motorhiba      | 1        |      |
| 11       | 19       | Christijan Albers    | MF1-Toyota          | 56         | + 1 kör        | 17       |      |
| 12       | 22       | Szató Takuma         | Super Aguri-Honda   | 55         | + 2 kör        | 21       |      |
| 13       | 23       | Ide Judzsi           | Super Aguri-Honda   | 54         | + 3 kör        | 22       |      |
| Kiesett  | 4        | Juan Pablo Montoya   | McLaren-Mercedes    | 46         | Elektronika    | 5        |      |
| Kiesett  | 18       | Tiago Monteiro       | MF1-Toyota          | 39         | Mechanika      | 20       |      |
| Kiesett  | 20       | Vitantonio Liuzzi    | Toro Rosso-Cosworth | 37         | Baleset        | 12       |      |
| Kiesett  | 5        | Michael Schumacher   | Ferrari             | 32         | Baleset        | 10       |      |
| Kiesett  | 9        | Mark Webber          | Williams-Cosworth   | 22         | Váltóhiba      | 7        |      |
| Kiesett  | 15       | Christian Klien      | Red Bull-Ferrari    | 4          | Baleset        | 13       |      |
| Kiesett  | 8        | Jarno Trulli         | Toyota              | 0          | Baleset        | 9        |      |
| Kiesett  | 10       | Nico Rosberg         | Williams-Cosworth   | 0          | Baleset        | 14       |      |
| Kiesett  | 6        | Felipe Massa         | Ferrari             | 0          | Baleset        | 15       |      |

* Scott Speed a nyolcadik helyen végzett, 25 másodperces időbüntetést kapott a sárga zászló figyelmen kívül hagyása miatt. Emellett 5000 dolláros pénzbírságot is kiszabtak rá a verseny utáni tárgyaláson használt sértő beszéd miatt.

## A világbajnokság élmezőnyének állása a verseny után
| H | Versenyzők           | Pont | H | Konstruktőrök    | Pont |
| - | -------------------- | ---- | - | ---------------- | ---- |
| 1 | Fernando Alonso      | 28   | 1 | Renault          | 42   |
| 2 | Giancarlo Fisichella | 14   | 2 | McLaren-Mercedes | 23   |
| 3 | Kimi Räikkönen       | 14   | 3 | Ferrari          | 15   |
| 4 | Michael Schumacher   | 11   | 4 | Honda            | 13   |
| 5 | Jenson Button        | 11   | 5 | BMW Sauber       | 10   |

## Statisztikák
A versenyben vezettek:
- Jenson Button 3 kör (1–3.),
- Fernando Alonso 51 kör (4–19., 23–57.),
- Kimi Räikkönen 1 kör (20.)
- Mark Webber 2 kör (21–22.).

Fernando Alonso 10. győzelme, Jenson Button 3. pole-pozíciója, Kimi Räikkönen 9. leggyorsabb köre.
- Renault 28. győzelme.